# Telenomus goniopsis
Telenomus goniopsis är en stekelart som beskrevs av Crawford 1913. Telenomus goniopsis ingår i släktet Telenomus och familjen Scelionidae. Inga underarter finns listade i Catalogue of Life.